# طرباي بن قراجا
طرباي بن قراجا، كان زعيم قبيلة بني حارثة في شمال فلسطين ووالي عثماني وملتزم في مرج بن عامر. بدأت مسيرته في عهد المماليك في أواخر القرن الخامس عشر واستمرت في عهد العثمانيين الذين أبقوه في منصبه كقائد للطرق التي تربط دمشق بالقاهرة والقدس في 1516 وبعد فترة وجيزة عينوه والياً على صفد. وبحلول 1538، كان قد مُنح تلزيم مزارع في مرج ابن عامر وقاقون وفي منطقة عجلون شرق نهر الأردن. واصل أحفاد طرباي، آل طرباي، نفوذهم في مرج ابن عامر بصفتهم حكام اللجون بالوراثة حتى 1677.

## سيرته الشخصية
ينتمي طرباي إلى قبيلة بني حارثة، والتي يُزعم أنها تنحدر من قبيلة طيء القوية، التي سيطرت بطونها لفترة طويلة على مناطق سوريا وشمال شبه الجزيرة العربية. كان بنو حارثة من البدو شبه الرحل خلال أواخر العصر المملوكي في القرن الخامس عشر، وكانوا يسكنون المناطق الريفية النائية في نابلس في شمال فلسطين. وقد عين المماليك قراجا والد طرباي، زعيماً على مرج ابن عامر شمال نابلس. وخلف طرباي أبيه بعد مقتله في 1480. وعلى الرغم من كونهم عرباً، فإن قراجا وطرباي كانا من الأسماء المملوكية غير العربية.
خسر المماليك سوريا أمام العثمانيين بعد معركة مرج دابق في 1516. وانشق طرباي عنهم وانضم إلى السلطان العثماني سليم الأول، الذي أكد موقف طرباي في مرج بن عامر، بما في ذلك منصبه كأمير الدربين (زعيم الطريقين؛ طريق دمشق – القاهرة ودمشق – القدس). حافظ سليم وطرباي على علاقات ودية. أبلغ سليم طرباي بانتصاره على المماليك في معركة الريدانية بالقاهرة وأمره بالقبض على المماليك الهاربين من مصر عبر أراضيه. وكان من المقرر تسليم كبار الأمراء إلى العثمانيين في مصر، في حين كان من المقرر إعدام الجنود النظاميين. وعندما غادر سليم دمشق إلى العاصمة العثمانية القسطنطينية في 1518، كان طرباي من بين الوجهاء الذين ودعوه. بحلول ذلك الوقت، عُين طرباي سنجق بكي لسنجق صفد.
دعم طرباي العثمانيين أثناء ثورة والي دمشق جان بردي الغزالي على السلطان سليم. هاجم البدو الموالون لجان بردي رجال قبيلة طرباي في محيط نابلس، واستولوا على خيولهم وجمالهم. بعد إخماد الثورة، ارتفعت مكانة طرباي، ومنحه العثمانيون المزيد من الأراضي. وشيد طرباي قلعة الأخضر على طريق الحج في 1531 هـ/32 م، بأمر من مصطفى أبلق باشا والي إيالة دمشق. جاء بناء القلعة لردع رجال القبائل المتمردين دوماً، من بني لام وبني عقبة، عن التعرض للحجاج.
تشير السجلات العثمانية من 1538 إلى مدى سلطة طرباي السياسية في إيالة دمشق؛ فقد سُجل أنه صاحب تيمار (شبيهة بالتلزيم) لقرى مرج بن عامر في سنجق اللجون، وناحية قاقون في سنجق نابلس، ونواحي بني كنانة وبني عطية وبني جهمة في سنجق عجلون، شرق نهر الأردن. كما أوكل إليه الإشراف على ناحية الغور في سنجق عجلون. تمردت عشيرة طرباي، آل طرباي، بعد وفاته (تاريخ وفاته مجهول)، لأسباب مجهولة. ومع ذلك، بحلول 1559، هدأت ثائرتهم، وعُين على بن طرباي، سنجق بكي على سنجق اللجون، والذي ضم مرج ابن عامر والجليل الأسفل والتلال المحيطة بجنين. ثم خلفه ابن طرباي الآخر، عساف، حوالي 1571 وحكم اللجون لأكثر من عقد من الزمان. واستمر أفراد العشيرة في حكم اللجون كمنصب وراثي حتى حل محلهم مسؤول عثماني في 1677.